# Midollo (botanica)
Il midollo del legno è un parenchima di riserva presente nella parte più interna di fusti e rami, interno al durame.
In alcuni casi, nel legno vivo, può scomparire lasciando cavità o legno. Nel legname il midollo che si stacca può lasciare un foro che riduce la resistenza del materiale.
In alcune monocotiledoni è anche la via di trasporto per la linfa: quella grezza trasportata dallo xilema fino alle foglie; quella elaborata dal floema dalle foglie al resto della pianta.
Il midollo provoca asimmetrie, a volte spaccature, nel legno in disseccamento anche una volta che una pianta è stata tagliata ed è diventata una tavola o una trave.